# Fields (Oregon)
Fields az Amerikai Egyesült Államok északnyugati részén, Oregon állam Harney megyéjében elhelyezkedő önkormányzat nélküli település. a 2010. évi népszámláláskor 120 lakosa volt, melyből 119-en fehér bőrűnek vallották magukat.

## Története
Charles Fields postakocsi-állomása 1881-ben nyílt meg, ezt 1911-ben eladta John Smythnek. Az iskola 1900 körül, a posta pedig 1913-ban nyílt meg. Az egykori postakocsi-állomást később étteremmé alakították át.
Az iskolának 2003-ban nyolc osztálya és két tanára volt. A Rose Valley Borax Company 1892 és 1902 között évente 360 tonna bóraxot dolgozott fel.

## Éghajlat
A település éghajlata sztyepp (a Köppen-skála szerint BSk).
| Hónap                                   | Jan.  | Feb.  | Már.  | Ápr.  | Máj. | Jún. | Júl. | Aug. | Szep. | Okt.  | Nov.  | Dec.  | Év    |
| --------------------------------------- | ----- | ----- | ----- | ----- | ---- | ---- | ---- | ---- | ----- | ----- | ----- | ----- | ----- |
| Rekord max. hőmérséklet (°C)            | 16,0  | 21,0  | 26,0  | 32,0  | 36,0 | 38,0 | 41,0 | 38,0 | 36,0  | 33,0  | 24,0  | 17,0  | 41,0  |
| Átlagos max. hőmérséklet (°C)           | 5,6   | 7,7   | 11,9  | 14,9  | 20,8 | 26,3 | 32,4 | 31,2 | 25,8  | 18,2  | 9,9   | 4,9   | 17,5  |
| Átlaghőmérséklet (°C)                   | 0,2   | 1,8   | 5,5   | 8,0   | 13,3 | 17,9 | 23,7 | 22,3 | 17,1  | 10,3  | 3,7   | −0,3  | 10,3  |
| Átlagos min. hőmérséklet (°C)           | −5,2  | −4,0  | −0,9  | 1,1   | 5,7  | 9,6  | 15,1 | 13,4 | 8,4   | 2,3   | −2,4  | −5,5  | 3,2   |
| Rekord min. hőmérséklet (°C)            | −29,0 | −19,0 | −17,0 | −10,0 | −8,0 | −2,0 | 4,0  | 2,0  | −2,0  | −12,0 | −17,0 | −22,0 | −29,0 |
| Átl. csapadékmennyiség (mm)             | 20    | 24    | 16    | 18    | 22   | 12   | 5    | 4    | 8     | 13    | 15    | 19    | 176   |
| Forrás: Western Regional Climate Center |       |       |       |       |      |      |      |      |       |       |       |       |       |

## Oktatás
A településnek egy általános iskolája van. 1998-ban egy közel két órás autóútra fekvő farmról is jártak ide diákok. 1972-ben a takarítást az egyik tanárra akarták bízni, azonban ő javasolta, hogy ezt fizetésért cserébe a diákokra bízzák (a módszert később Juntura általános iskolája is átvette). Az iskola kis mérete miatt nem alkalmaznak takarítót; a diákok a pénzt tanulmányutakra költik.
A középiskolások Crane-ben tanulnak.

## Pihenés
A település népszerű a kirándulók, a vadászok és a horgászok körében. A térségben villásszarvú antilop, öszvérszarvas, jávorszarvas, kanadai vadjuh, szivárványos pisztráng, valamint különféle madarak is előfordulnak.

## Fordítás
- Ez a szócikk részben vagy egészben  a   Fields, Oregon című angol Wikipédia-szócikk ezen változatának fordításán alapul.  Az eredeti cikk szerkesztőit annak laptörténete sorolja fel. Ez a jelzés csupán a megfogalmazás eredetét és a szerzői jogokat jelzi, nem szolgál a cikkben szereplő információk forrásmegjelöléseként.